# Нейман, Иван Егорович
Иван Егорович Нейман (1780, Марбург — 1855, Санкт-Петербург) — учёный-правовед.

## Биография
Родился в 1780 году в Марбурге. Высшее образование получил в Марбургском университете. В 1807 году был приглашён в Россию для участия в работах комиссии по составлению законов; был помощником редактора, затем начальником отделения гражданских законов и, наконец, секретарём совета. 
Затем, 9 октября 1809 года был назначен ординарным профессором юридического факультета Казанского университета. Преподавал российское правоведение и политическую экономику до 21 февраля 1811 года. С 21 февраля 1811 года стал преподавать в качестве профессора по кафедре государственного и народного права в Дерптском университете. Через 4 года был снова отправлен в Казанский университет, где преподавал естественное, политическое и народное право. Активно занимался подготовкой магистров к получению профессорского звания. Деятельность в Казанском университете снова была недолгой, так как уже 18 сентября 1817 года он был причислен к министерству народного просвещения и переехал в Петербург.
В конце 1818 года был снова востребован в Дерптском университете, где был избран на кафедру лифляндского права юридического факультета, где преподавал до 1829 года; с 1821 года читал курс теоретического и практического российского правоведения. Кроме того, И. Е. Нейман принимал активное участие в административной жизни университета, «несколько раз был выбираем членом апелляционного и ревизионного суда, а также вице-президентом и президентом. Кроме того, он был членом школьной комиссии, в звании которого, между прочим, производил в 1821 г. следствие о беспорядках в Рижской гимназии».
В конце 1824 году расстроенное здоровье заставило его подать прошение об отставке; в начале 1826 года «он получил предложение принять участие в работах Собственной Его Величества Канцелярии с оставлением в звании профессора и сохранением содержания. Однако состояние здоровья не дало ему возможности нести какую бы то ни было службу, и в декабре того же 1826 г. он окончательно вышел в отставку». 
Умер в Санкт-Петербурге 13 (25) декабря 1855 года.